# Anita Buri
Anita Buri (Münsterlingen, 2 luglio 1978) è una modella svizzera.

## Biografia
Nata e cresciuta a Münsterlingen, nel canton Turgovia, è stata Miss Svizzera dal 1999 al 2000 e oggi lavora come modella e conduttrice di eventi. Ha gli occhi blu e i capelli castano-scuri, misura m. 1,74 con le seguenti misure: 87-61-88. Dal 2003 al 2007 è stata sposata con l'ex-calciatore svizzero Marc Hodel, dal quale ha avuto un figlio.